# 勇敢基斯
勇敢基斯（日語：クリスザブレイヴ），是日本純種競賽馬匹。生涯活躍於一哩及中距離賽事，曾勝出富士錦標。由於其為日本上世紀大種馬北方風味最後一匹勝出分級賽的子嗣，因而有着「北方風味最後傑作」之稱。

## 出賽前
1994年2月18日出生於北海道早來町（今安平町）北部牧場，成長途中在一口馬主俱樂部Shadai Race Horse Co. Ltd.進行馬主募集。
其後交由美浦訓練中心練馬師秋山雅一訓練。

## 競賽生涯

### 3歲（現2歲）
1996年10月6日出戰出戰東京競馬場2歲新馬戰，展開領放下一直保持穩健的節奏，最終繼續加速下拉開後方3 1/2馬位取得首勝。
其後出戰條件戰百日草特別，本次比賽選擇保持在第二的位置推進，通過最後彎道準備進入直路時逐步發力，最終輕鬆越過對手下繼續保持走勢，以2 1/2馬位取得連勝。
年末出戰一級賽朝日盃三歲錦標，雖然賽前取得第一人氣，但在最後彎道處經已大幅失速墮後，最終毫無反應下以第十五大敗。
經過賽後的詳細檢查，其被發現在比賽途中出現骨折，因而進入長期休養，直接跳過4歲（現3歲）生涯。

### 5歲（現4歲）
1998年5月復出出戰大笨鐘賞，繼續採用領放戰術下未能在直路阻止對手的攻勢，以第二的戰績完賽，3星期後的4歲以上900萬獎金以下條件戰更以包尾第十八大敗。
完成以上賽事後，其再度被發現腳部有不適的徵狀，因而進入休養狀態。

### 6歲（現5歲）
1999年年6月於4歲以上500萬獎金以下條件戰復出，維持穩定的節奏控制下一直保持在前方，最終取得第三。
其後接連在石打特別、佐渡錦標及新市場錦標中均跑獲優秀表現，以三連勝姿態晉級公開賽，同時在新市場錦標中亦以1分58.5秒完賽時間打破中山競馬場草地2000米跑道紀錄。
10月3日選擇出戰公開賽福島民報盃，出閘後迅速上前位置展開加速帶領馬群前進，在直路上絲毫未有力弱的趨勢下帶離後方賽駒，最終成功贏得勝利。
10月下旬乘勢挑戰秋季天皇賞，然而在先頭部隊之中推進下未能在直路上維持自身的走勢，最終不斷失速下以第十五大敗。
年末重返公開賽十二月錦標，本次比賽重拾領放戰術，在前1000米做出61.2秒的慢步速下在彎道處逐步拉開和後方的距離，最終以1 3/4馬位戰勝Promotion奪冠。

### 7歲（現6歲）
2000年年初以中山金盃作為首戰，比賽初段仍然選擇以領放戰術展開賽事，但在直路上衝刺不及Jo Big Bang及Misuzu Chardon下取得第三。
其後出戰白富士錦標，本次比賽成功展開領放下亦能保持穩定的節奏，最終在直路上運用餘力拉開處於第二位的Big Viking，以2馬位優勢戰勝對手。
2月下旬緊接出戰中山紀念，雖然比賽途中一直維持在最前方位置，但在直路上的衝刺未有以往銳利，最終被其他對手趕過下以第六完賽。
賽後，其被發現左前腳出現肌腱炎，因而第三度進入長期休養。

### 7歲[a]
2001年8月出戰時隔1年半的賽事關屋紀念，賽前因為久休取得尾二人氣。比賽開始後，其隨即以主動的姿態保持在最前方位置推進，雖然比賽途中受到後方施加的壓力，但在直路上仍然展現不俗的衝刺，最終僅敗於萬能泰斗爆冷取得第二。
其後在秋季出戰京成盃秋季讓賽，本次比賽稍為放緩節制保持在領放馬Yuwa Falcon後方，雖然在直路上取代對手取得領先，但隨即被衝出的禪宗勝者超越並拉開，以4馬位差距取得第二。
10月20日以富士錦標作為目標，比賽初段因前方爭搶激烈未有領放，僅保持在必定得、大和巨龍及萬能泰斗後方穩步推進。進入直路後，其待前方對手散開後隨即衝出進佔領先位置，同時保持衝刺速度防止後方大德之都、Native Heart及Zachariah的攻勢，最終以2馬位優勢取得首個分級賽冠軍，同時亦令父系北方風味子嗣達成連續20個世代均有分級賽勝利的偉業。
11月按照計劃出戰一哩冠軍賽，然而在領放途中明顯表現力弱，在直路初段經已後退下最終以第八落敗。
賽後，其被發現左前腳的肌腱炎復發，考慮其經已受傷四次的狀態後，陣營決定安排其退役。

### 詳細賽績
| 日期       | 舉辦國家 | 馬場 | 距離   | 級別 | 賽事名稱             | 負重 | 騎師       | 馬號 | 出馬 | 名次 | 時間   | 頭馬（二馬）      |
| ---------- | -------- | ---- | ------ | ---- | -------------------- | ---- | ---------- | ---- | ---- | ---- | ------ | ----------------- |
| 6/10/1996  | 日本     | 東京 | 草1600 |      | 3歲新馬              | 53   | 大塚榮三郎 | 5    | 10   | 1    | 1:35.3 | （Hishi Nile）    |
| 2/11/1996  | 日本     | 東京 | 草1800 |      | 百日草特別           | 54   | 吉田豐     | 7    | 12   | 1    | 1:49.4 | （Strela）        |
| 8/12/1996  | 日本     | 中山 | 草1600 | GI   | 朝日盃三歲錦標       | 54   | 吉田豐     | 10   | 16   | 15   | 1:38.8 | 礦脈              |
| 23/5/1998  | 日本     | 東京 | 草1400 |      | 大笨鐘賞             | 56   | 吉田豐     | 2    | 10   | 2    | 1:21.2 | Kochi Ellamy      |
| 14/6/1998  | 日本     | 東京 | 草1600 |      | 4歲以上900萬獎金以下 | 56   | 吉田豐     | 16   | 18   | 18   | 1:44.3 | Million Show      |
| 6/6/1999   | 日本     | 東京 | 草1400 |      | 4歲以上500萬獎金以下 | 57   | 吉田豐     | 14   | 18   | 3    | 1:22.5 | Apache Trail      |
| 17/7/1999  | 日本     | 新潟 | 草1600 |      | 石打特別             | 57   | 吉田豐     | 7    | 18   | 1    | 1:32.4 | （Silk Jupiter）  |
| 8/8/1999   | 日本     | 新潟 | 草2000 |      | 佐渡錦標             | 57   | 吉田豐     | 7    | 11   | 1    | 1:58.9 | （Osumi Giant）   |
| 11/9/1999  | 日本     | 中山 | 草2000 |      | 新市場盃             | 56   | 吉田豐     | 11   | 13   | 1    | 1:58.5 | （Silent Killer） |
| 3/10/1999  | 日本     | 福島 | 草2000 | OP   | 福島民報盃           | 56   | 吉田豐     | 3    | 16   | 1    | 1:59.5 | （T. M. Tokkyu）  |
| 31/10/1999 | 日本     | 東京 | 草2000 | GI   | 秋季天皇賞           | 58   | 的場均     | 13   | 17   | 16   | 1:59.8 | 特別週            |
| 12/12/1999 | 日本     | 中山 | 草2000 | OP   | 十二月錦標           | 56   | 吉田豐     | 6    | 11   | 1    | 2:01.0 | （Promotion）     |
| 5/1/2000   | 日本     | 中山 | 草2000 | GIII | 中山金盃             | 57   | 吉田豐     | 7    | 13   | 3    | 2:01.6 | Jo Big Bang       |
| 5/2/2000   | 日本     | 東京 | 草2000 | OP   | 白富士錦標           | 57   | 吉田豐     | 7    | 11   | 1    | 2:00.3 | （Big Viking）    |
| 27/2/2000  | 日本     | 中山 | 草1800 | GII  | 中山紀念             | 57   | 吉田豐     | 2    | 14   | 6    | 1:47.3 | 大和德州          |
| 5/8/2001   | 日本     | 新潟 | 草1600 | GIII | 關屋紀念             | 56   | 吉田豐     | 4    | 9    | 2    | 1:32.2 | 萬能泰斗          |
| 9/9/2001   | 日本     | 中山 | 草1600 | GIII | 京成盃秋季讓賽       | 57   | 吉田豐     | 7    | 11   | 2    | 1:32.2 | 禪宗勝者          |
| 20/10/2001 | 日本     | 東京 | 草1600 | GIII | 富士錦標             | 56   | 吉田豐     | 14   | 14   | 1    | 1:33.2 | （大德大河）      |
| 18/11/2001 | 日本     | 京都 | 草1600 | GI   | 一哩冠軍賽           | 57   | 吉田豐     | 12   | 18   | 8    | 1:33.7 | 禪宗勝者          |

a 由2001年開始，日本跟隨國際馬齡顯示標準，以實歲標記馬匹

## 退役後
退役後，勇敢基斯成為了配種馬，於北海道早來町（今安平町）社台Stallion Station休養，在2002年進行配種。首批子嗣於2003年出生，可於2005年出賽。
2005年，其被輸出至中華人民共和國休養，繼續作為配種馬使用。

## 血統簡介
父系北方風味為加拿大賽駒，於當地有不俗的戰績，退役後被社台集團引進日本作爲配種馬使用，於週日寧靜引入前，一度成為日本最成功的種馬，與當時象徵牧場的巴索隆齊名。祖父北地舞人亦是加拿大賽駒，爲美國三冠賽雙料冠軍馬，退役後亦爲著名種馬，被譽爲當時改變世界的種馬之一。
母系Kris the Lady為愛爾蘭生產的意大利賽駒，曾勝出當地表列賽。外祖父基斯爲英國賽駒，生涯戰績不俗，曾勝出一級賽薩塞克斯錦標。

### 血統表
| 父線：北方風味系（北地舞人系）                |                              |                 |               |
| 種馬 北方風味 1971年（栗色）                  | 北地舞人 1961年（棗色）      | 新北區          | Nearco        |
| 種馬 北方風味 1971年（栗色）                  | 北地舞人 1961年（棗色）      | 新北區          | Lady Angela   |
| 種馬 北方風味 1971年（栗色）                  | 北地舞人 1961年（棗色）      | Naltama         | 天才舞者      |
| 種馬 北方風味 1971年（栗色）                  | 北地舞人 1961年（棗色）      | Naltama         | Almahmoud     |
| 種馬 北方風味 1971年（栗色）                  | Lady Victoria 1962年（棗色） | Victoria Park   | Chop Chop     |
| 種馬 北方風味 1971年（栗色）                  | Lady Victoria 1962年（棗色） | Victoria Park   | Victoriana    |
| 種馬 北方風味 1971年（栗色）                  | Lady Victoria 1962年（棗色） | Lady Angela     | Hyperion      |
| 種馬 北方風味 1971年（栗色）                  | Lady Victoria 1962年（棗色） | Lady Angela     | Sister Sarah  |
| 繁殖雌馬 Kris the Lady 1984年（棗色）         | 基斯 1976年（栗色）          | Sharpen Up      | Atan          |
| 繁殖雌馬 Kris the Lady 1984年（棗色）         | 基斯 1976年（栗色）          | Sharpen Up      | Rocchetta     |
| 繁殖雌馬 Kris the Lady 1984年（棗色）         | 基斯 1976年（栗色）          | Doubly Sure     | Reliance      |
| 繁殖雌馬 Kris the Lady 1984年（棗色）         | 基斯 1976年（栗色）          | Doubly Sure     | Soft Angels   |
| 繁殖雌馬 Kris the Lady 1984年（棗色）         | Azzurrina 1975年（棗色）     | Knightly Manner | 圓桌武士      |
| 繁殖雌馬 Kris the Lady 1984年（棗色）         | Azzurrina 1975年（棗色）     | Knightly Manner | Courtesy      |
| 繁殖雌馬 Kris the Lady 1984年（棗色）         | Azzurrina 1975年（棗色）     | Floraddora      | French Beige  |
| 繁殖雌馬 Kris the Lady 1984年（棗色）         | Azzurrina 1975年（棗色）     | Floraddora      | Street Singer |
| 雌系：號族：13-e                              |                              |                 |               |
| 五代內近親交配：Lady Angela 4×3、天才舞者 4×5 |                              |                 |               |

## 命名由來
名字中，Kris the（クリスザ）繼承自母系Kris the Lady之名字；Brave（ブレイヴ）意思為「勇敢」，香港結合兩部分，並採用半音譯半意譯，翻譯為「勇敢基斯」。